# Jules Welsch
Pour les articles homonymes, voir Welsch.
Jules Welsch, né Jules Augustin Hippolyte Welsch en 1858 et mort en 1929, est un géologue, stratigraphe et paléontologue français.

## Biographie
Ancien élève de l'École normale supérieure (promotion 1881), il obtient l'agrégation de sciences naturelles en 1884.
Il est professeur de géologie et doyen de la faculté des sciences de l'université de Poitiers, membre non résidant du Comité des travaux historiques et scientifiques, collaborateur au service de la carte géologique, connu pour ses travaux en Algérie et dans le Centre-ouest de la France. Il a étudié, entre autres, l’étage Toarcien (Jurassique inférieur) sur les sites du stratotype initial de Thouars en région Nouvelle-Aquitaine qu'il subdivisa pour la première fois en sept zones.
Il était également rédacteur de la revue La Nature.

## Noms de fossiles dédiés
Plusieurs espèces de fossiles lui ont été dédiées :
- trois échinodermes :
  - Pygaster welschi Gauthier, 1890 du Jurassique algérien[5],
  - Galeropygus welschi Lambert, 1935 du Jurassique du Poitou[6],
  - Pliolampas welschi Pomel, 1887 du Néogène d'Algérie ;
- une « huître » de la famille des Gryphaeidae : Exogyra welschi Jourdy, 1924 du Jurassique du Bassin aquitain[7] ;
- une ammonite de la famille des Desmoceratidae : Hauericeras (Gardeniceras) welschi du Crétacé des Corbières[8]...